# États du Mexique
 (février 2016).

Carte des 32 entités étatiques du Mexique.

Les États du Mexique constituent les subdivisions administratives, territoriales et politiques du Mexique. Le pays est une république fédérale constituée de 32 entités fédératives dont 31 ont le statut d'État. La capitale, la ville de Mexico, forme la 32e entité fédérative, cette entité n'a pas le statut d'État ni celui de ville au sens de la Constitution ; elle est le siège des pouvoirs de la fédération.
Les 32 entités fédératives forment une union ; un État fédéral où le gouvernement fédéral a la juridiction complète des îles, des récifs et des îlots rocheux n'appartenant à aucune entité fédérative en particulier.
Les entités fédératives mexicaines sont libres, autonomes et indépendantes les unes des autres. Elles ont la liberté de se gouverner selon leurs propres constitution et lois qui, cependant, ne doivent pas contredire la Constitution fédérale du Mexique. 
Les entités fédératives ne peuvent pas contracter d'alliance avec d'autres États ou nations indépendants sans la permission de la fédération. Chacune des entités fédératives mexicaines est régie par la séparation des pouvoirs : le pouvoir législatif est détenu par un parlement monocaméral, appelé congrès ; le pouvoir exécutif est présidé par un gouverneur élu séparément du congrès par vote populaire ; le pouvoir judiciaire est représenté par un tribunal de justice supérieur. Le parlement national, appelé le Congrès de l'Union, est bicaméral, composé de la Chambre des députés et du Sénat. 
Les entités fédératives ne sont représentés qu'au Sénat. Chaque entité est représentée par trois sénateurs : deux sont élus conjointement par pluralité et le dernier est désigné à la « première minorité ». Trente-deux sénateurs sont élus à la représentation proportionnelle. Les membres de la Chambre des députés ne représentent en revanche pas les entités fédératives, mais « le peuple ».

## Histoire
Les États-Unis mexicains sont nés en tant que République fédérale après la chute du Premier Empire mexicain et la promulgation de la constitution fédérale des États-Unis mexicains, le 4 octobre 1824, dont elle remplaçait la monarchie constitutionnelle par un présidentialisme républicain.
Dès avant la promulgation de la constitution, les États, anciennes provinces de la Nouvelle-Espagne qui allaient constituer la fédération, avaient commencé de rédiger leurs propres constitutions. En revanche, l'Amérique centrale, qui avait appartenu a l'Empire mexicain indépendant, decide en 1824 de s'en séparer, et de former elle-même une fédération, les Provinces unies d'Amérique centrale. Cependant, la province du Chiapas décide par référendum de rester au Mexique et de s'y intégrer comme État. 

### Intendances du Premier Empire mexicain
La liste suivante recense les intendances qui existent au Mexique durant la période du Premier Empire mexicain s'échelonnant entre 1822 et 1823 :
- Les Californies
- Mexico
- Nouveau-Mexique
- Texas
- Nouvelle-Biscaye
- Coahuila
- Nouveau Royaume de León
- Nouvelle-Santander
- Sonora
- Zacatecas
- San Luis Potosí
- Guanajuato
- Querétaro
- Puebla
- Guadalajara
- Oaxaca
- Mérida de Yucatán
- Valladolid
- Veracruz
- Guatemala
- El Salvador
- Honduras
- Nicaragua
- Costa Rica

### États fondateurs de la Première République mexicaine
La liste suivante recense les États fondateurs de la Première République fédérale mexicaine qui existe de 1823 à 1835 :
- Chiapas
- Chihuahua
- Coahuila y Tejas
- Durango
- Guanajuato
- Jalisco
- Mexico
- Michoacán
- Nuevo León
- Oaxaca
- Puebla
- Querétaro
- San Luis Potosí
- Sonora y Sinaloa
- Tabasco
- Tamaulipas
- Veracruz
- Yucatán
- Zacatecas

À cela s'ajoutent quatre territoires : 
- Haute-Californie
- Basse-Californie
- Nuevo México
- Colima

La ville de Mexico, qui avait appartenu à l'État de Mexico, s'en sépare, pour se constituer comme District fédéral, siège des pouvoirs de l'Union.

### Départements du Second Empire mexicain
La liste suivante recense les départements qui existent au Mexique durant la période du Second Empire mexicain s'échelonnant entre 1864 et 1867 :
- Yucatán
- Iturbide
- Campeche
- Querétaro
- La Laguna
- Guerrero
- Tabasco
- Acapulco
- Chiapas
- Michoacán
- Tehuantepec
- Tancítaro
- Oaxaca
- Guanajuato
- Ejutla
- Aguascalientes
- Teposcolula
- Zacatecas
- Veracruz
- Fresnillo
- Tuxpan
- El Potosí
- Puebla
- Matehuala
- Tlaxcala
- Tamaulipas
- Valle de Mexico
- Matamoros
- Tulancingo
- Nuevo León
- Tula
- Coahuila
- Toluca
- Mapimí
- Mazatlán
- Sinaloa
- Durango
- Nazas
- Álamos
- Tancítaro
- Sonora
- Coalcomán
- Arizona
- Colima
- Huejuquilla
- Jalisco
- Batopilas
- Autlán
- Chihuahua
- Nayarit
- Californie

## Entités fédératives

### Entités fédératives par population

Entités fédérées du Mexique par population 2010.

| Rang   | Entités fédératives     | 2000       | Variation par rapport à 2000 | 2005        | Variation par rapport à 2005 | 2020        |
| ------ | ----------------------- | ---------- | ---------------------------- | ----------- | ---------------------------- | ----------- |
| 1      | État de Mexico          | 13 058 570 | (0)                          | 14 007 495  | (0)                          | 17 000 000  |
| 2      | Mexico                  | 8 550 170  | (0)                          | 8 720 916   | (0)                          | 9 210 000   |
| 3      | Veracruz                | 6 883 273  | (0)                          | 7 110 214   | (0)                          | 8 060 000   |
| 4      | Jalisco                 | 6 293 460  | (0)                          | 6 752 113   | (0)                          | 7 850 000   |
| 5      | Puebla                  | 5 054 788  | (0)                          | 5 383 133   | (0)                          | 6 583 000   |
| 6      | Guanajuato              | 4 648 460  | (0)                          | 4 893 812   | (0)                          | 6 167 000   |
| 7      | Chiapas                 | 3 912 081  | (1)                          | 4 293 459   | (0)                          | 5 544 000   |
| 8      | Nuevo León              | 3 812 758  | (1)                          | 4 199 292   | (0)                          | 5 784 000   |
| 9      | Michoacán               | 3 959 772  | (2)                          | 3 966 073   | (0)                          | 4 750 000   |
| 10     | Oaxaca                  | 3 419 524  | (0)                          | 3 506 821   | (0)                          | 4 132 000   |
| 11     | Basse-Californie        | 2 476 010  | (1)                          | 2 844 469   | (0)                          | 3 769 000   |
| 12     | Chihuahua               | 3 037 366  | (1)                          | 3 241 444   | (0)                          | 3 742 000   |
| 13     | Guerrero                | 3 063 380  | (1)                          | 3 115 202   | (0)                          | 3 540 000   |
| 14     | Tamaulipas              | 2 735 624  | (0)                          | 3 024 238   | (0)                          | 3 530 000   |
| 15     | Coahuila                | 2 287 816  | (1)                          | 2 495 200   | (0)                          | 3 147 000   |
| 16     | Hidalgo                 | 2 226 763  | (1)                          | 2 345 514   | (2)                          | 3 082 000   |
| 17     | Sinaloa                 | 2 522 862  | (1)                          | 2 608 442   | (0)                          | 3 027 000   |
| 18     | Sonora                  | 2 192 455  | (1)                          | 2 394 861   | (0)                          | 2 945 000   |
| 19     | San Luis Potosí         | 2 290 332  | (1)                          | 2 410 414   | (2)                          | 2 822 000   |
| 20     | Tabasco                 | 1 883 620  | (0)                          | 1 989 969   | (0)                          | 2 403 000   |
| 21     | Yucatán                 | 1 650 949  | (0)                          | 1 818 948   | (0)                          | 1 955 577   |
| 22     | Querétaro               | 1 398 148  | (1)                          | 1 598 139   | (1)                          | 1 827 937   |
| 23     | Morelos                 | 1 545 775  | (0)                          | 1 612 899   | (1)                          | 1 777 227   |
| 24     | Durango                 | 1 440 899  | (1)                          | 1 509 117   | (0)                          | 1 632 934   |
| 25     | Zacatecas               | 1 347 186  | (0)                          | 1 367 692   | (0)                          | 1 490 668   |
| 26     | Quintana Roo            | 870 918    | (3)                          | 1 135 309   | (0)                          | 1 325 578   |
| 27     | Aguascalientes          | 940 778    | (1)                          | 1 065 416   | (1)                          | 1 184 996   |
| 28     | Tlaxcala                | 957 705    | (1)                          | 1 068 207   | (1)                          | 1 169 936   |
| 29     | Nayarit                 | 910 241    | (1)                          | 949 684     | (0)                          | 1 084 979   |
| 30     | Campeche                | 687 572    | (0)                          | 754 730     | (0)                          | 822 441     |
| 31     | Colima                  | 536 650    | (0)                          | 567 996     | (0)                          | 650 555     |
| 32     | Basse-Californie-du-Sud | 418 962    | (0)                          | 512 170     | (0)                          | 637 026     |
| Totaux | Totaux                  | 97 014 867 |                              | 103 263 388 |                              | 126 000 000 |

### Entités fédératives par superficie
|    | Entités fédératives     | Superficie | Total  | Latitude            | Longitude             | Altitude | Point                                 | Villes | Coordonnées                   |
| -- | ----------------------- | ---------- | ------ | ------------------- | --------------------- | -------- | ------------------------------------- | ------ | ----------------------------- |
| 1  | Chihuahua               | 247 455    | 12,6 % | 31° 54′ - 25° 29′ N | 103° 16′ - 109° 17′ O | 3 300    | Cerro Mohinora                        | 67     | 28° 48′ 51″ N, 106° 26′ 22″ O |
| 2  | Sonora                  | 179 503    | 9,2 %  | 30° 50′ - 26° 58′ N | 108° 20′ - 115° 03′ O | 2 620    | Cerro Pico Guacamayas Sierra Los Ajos | 72     | 29° 38′ 46″ N, 110° 52′ 08″ O |
| 3  | Coahuila                | 151 563    | 7,7 %  | 32° 43′ - 14° 32′ N | 86° 42′ - 118° 22′ O  | 3 710    | Cerro El Morro                        | 38     | 27° 18′ 08″ N, 102° 02′ 41″ O |
| 4  | Durango                 | 123 451    | 6,3 %  | 26° 53′ - 22° 16′ N | 102° 29′ - 107° 16′ O | 3 340    | Cerro Gordo                           | 39     | 24° 56′ 05″ N, 104° 54′ 43″ O |
| 5  | Oaxaca                  | 93 793     | 4,8 %  | 18° 40′ - 15° 39′ N | 93° 52′ - 98° 33′ O   | 3 720    | Cerro Nube                            | 570    | 16° 53′ 53″ N, 96° 24′ 51″ O  |
| 6  | Tamaulipas              | 80 175     | 4,1 %  | 27° 40′ - 22° 12′ N | 97° 8′ - 100° 08′ O   | 3 280    | Sierra El Pedregoso                   | 43     | 24° 17′ 14″ N, 98° 33′ 48″ O  |
| 7  | Jalisco                 | 78 599     | 4,0 %  | 22° 45′ - 18° 55′ N | 101° 28′ - 105° 42′ O | 4 260    | Nevado de Colima                      | 125    | 20° 34′ 00″ N, 103° 40′ 35″ O |
| 8  | Zacatecas               | 75 539     | 3,9 %  | 25° 07′ - 21° 01′ N | 100° 43′ - 104° 22′ O | 3 200    | Sierra El Astillero                   | 58     | 23° 17′ 34″ N, 102° 42′ 02″ O |
| 9  | Basse-Californie-du-Sud | 73 922     | 3,8 %  | 28° 16′ - 22° 33′ N | 109° 22′ - 115° 04′ O | 2 080    | Sierra La Laguna                      | 5      | 25° 50′ 46″ N, 111° 58′ 22″ O |
| 10 | Chiapas                 | 73 289     | 3,7 %  | 17° 59′ - 14° 32′ N | 90° 22′ - 94° 14′ O   | 4 080    | Volcán Tacaná                         | 118    | 16° 24′ 36″ N, 92° 24′ 31″ O  |
| 11 | Veracruz                | 71 820     | 3,7 %  | 22° 28′ - 17° 09′ N | 93° 36′ - 98° 39′ O   | 5 610    | Volcán Pico de Orizaba                | 212    | 19° 26′ 05″ N, 96° 22′ 59″ O  |
| 12 | Basse-Californie        | 71 446     | 3,6 %  | 32° 50′ - 27° 42′ N | 112° 45′ - 117° 07′ O | 3 100    | Sierra San Pedro Mártir               | 5      | 30° 33′ 00″ N, 115° 10′ 00″ O |
| 13 | Nuevo León              | 64 220     | 3,3 %  | 27° 49′ - 23° 11′ N | 98° 26′ - 101° 14′ O  | 3 710    | Cerro El Morro                        | 51     | 25° 34′ 00″ N, 99° 58′ 14″ O  |
| 14 | Guerrero                | 63 621     | 3,2 %  | 18° 54′ - 16° 18′ N | 97° 57′ - 102° 11′ O  | 3 550    | Cerro Teotepec                        | 81     | 17° 36′ 47″ N, 99° 57′ 00″ O  |
| 15 | San Luis Potosí         | 60 983     | 3,1 %  | 24° 29′ - 21° 10′ N | 98° 20′ - 102° 18′ O  | 3 180    | Cerro Grande                          | 58     | 22° 36′ 12″ N, 100° 25′ 47″ O |
| 16 | Michoacán               | 58 643     | 3,0 %  | 20° 24′ - 17° 55′ N | 100° 04′ - 103° 44′ O | 3 840    | Volcán Tancítaro                      | 113    | 19° 10′ 07″ N, 101° 53′ 59″ O |
| 17 | Campeche                | 57 924     | 3,0 %  | 20° 24′ - 17° 55′ N | 100° 04′ - 103° 44′ O | 390      | Cerro Champerico                      | 11     | 18° 50′ 11″ N, 90° 24′ 12″ O  |
| 18 | Sinaloa                 | 57 377     | 2,9 %  | 27° 07′ - 22° 20′ N | 105° 22′ - 109° 30′ O | 2 520    | Picacho Los Frailes                   | 18     | 25° 00′ 00″ N, 107° 30′ 00″ O |
| 19 | Quintana Roo            | 42 361     | 2,2 %  | 21° 35′ - 17° 49′ N | 86° 42′ - 89° 25′ O   | 230      | Cerro El Charro                       | 8      | 19° 35′ 44″ N, 87° 54′ 47″ O  |
| 20 | Yucatán                 | 39 612     | 2,0 %  | 21° 38′ - 19° 32′ N | 87° 22′ - 90° 24′ O   | 210      | Cerro Benito Juárez                   | 106    | 20° 50′ 00″ N, 89° 00′ 00″ O  |
| 21 | Puebla                  | 34 290     | 1,8 %  | 20° 50′ - 17° 52′ N | 96° 43′ - 99° 04′ O   | 5 610    | Volcán Pico de Orizaba                | 217    | 19° 00′ 13″ N, 97° 53′ 28″ O  |
| 22 | Guanajuato              | 30 608     | 1,6 %  | 21° 51′ - 19° 55′ N | 99° 40′ - 102° 06′ O  | 3 110    | Sierra Los Agustinos                  | 46     | 21° 01′ 08″ N, 101° 15′ 46″ O |
| 23 | Nayarit                 | 27 815     | 1,4 %  | 23° 05′ - 20° 36′ N | 103° 43′ - 105° 46′ O | 2 760    | Cerro El Vigía                        | 20     | 21° 44′ 38″ N, 105° 13′ 42″ O |
| 24 | Tabasco                 | 24 738     | 1,3 %  | 18° 39′ - 17° 19′ N | 90° 57′ - 94° 08′ O   | 900      | Sierra Madrigal                       | 17     | 17° 58′ 20″ N, 92° 35′ 20″ O  |
| 25 | Mexico                  | 22 357     | 1,1 %  | 20° 17′ - 18° 20′ N | 98° 35′ - 100° 37′ O  | 5 500    | Volcán Popocatépetl                   | 125    | 19° 21′ 15″ N, 99° 37′ 51″ O  |
| 26 | Hidalgo                 | 20 846     | 1,1 %  | 21° 24′ - 19° 36′ N | 97° 58′ - 99° 53′ O   | 3 350    | Cerro La Peñuela                      | 84     | 20° 28′ 42″ N, 98° 51′ 49″ O  |
| 27 | Querétaro               | 11 684     | 0,6 %  | 21° 40′ - 20° 01′ N | 99° 02′ - 100° 36′ O  | 3 360    | Cerro El Zamorano                     | 18     | 20° 50′ 16″ N, 99° 51′ 05″ O  |
| 28 | Colima                  | 5 625      | 0,3 %  | 19° 31′ - 18° 41′ N | 103° 29′ - 104° 41′ O | 3 820    | Volcán de Colima                      | 10     | 19° 05′ 48″ N, 103° 57′ 39″ O |
| 29 | Aguascalientes          | 5 618      | 0,3 %  | 22° 28′ - 21° 37′ N | 101° 50′ - 102° 52′ O | 3 050    | Sierra Fría                           | 11     | 22° 01′ 18″ N, 102° 21′ 23″ O |
| 30 | Morelos                 | 4 893      | 0,2 %  | 19° 08′ - 18° 19′ N | 98° 38′ - 99° 30′ O   | 5 500    | Volcán Popocatépetl                   | 33     | 18° 44′ 51″ N, 99° 04′ 13″ O  |
| 31 | Tlaxcala                | 3 991      | 0,2 %  | 19° 44′ - 19° 06′ N | 97° 38′ - 98° 43′ O   | 4 420    | Volcán Malinche                       | 60     | 19° 25′ 44″ N, 98° 09′ 39″ O  |
| 32 | Ciudad de Mexico        | 1 485      | 0,2 %  | 19° 36′ - 19° 02′ N | 98° 56′ - 99° 22′ O   | 3 930    | Cerro la Cruz del Marqués             | 16     | 19° 26′ 00″ N, 99° 08′ 00″ O  |

### Entités fédératives par adhésion à la République

Évolution du découpage territorial du Mexique entre 1835 et 1846.
Départament (État)
Mouvement séparatiste

| #  | Entités fédératives     | Adhésion d'État | Ratification par le Congrès | Capitale                  |
| -- | ----------------------- | --------------- | --------------------------- | ------------------------- |
| 1  | Aguascalientes          | 05-02-1857      |                             | Aguascalientes            |
| 2  | Basse-Californie        | 16-01-1952      |                             | Mexicali                  |
| 3  | Basse-Californie-du-Sud | 08-10-1974      | 25-03-1975                  | La Paz                    |
| 4  | Campeche                |                 |                             | San Francisco de Campeche |
| 7  | Chiapas                 |                 |                             | Tuxtla Gutiérrez          |
| 8  | Chihuahua               |                 |                             | Chihuahua                 |
| 5  | Coahuila                |                 |                             | Saltillo                  |
| 6  | Colima                  | 09-12-1856      | 19-07-1857                  | Colima                    |
| 9  | Ciudad de Mexico        | 29-01-2016      | 29-01-2016                  | —                         |
| 10 | Durango                 |                 |                             | Victoria de Durango       |
| 11 | Guanajuato              |                 |                             | Guanajuato                |
| 12 | Guerrero                | 27-10-1849      |                             | Chilpancingo de los Bravo |
| 13 | Hidalgo                 |                 |                             | Pachuca de Soto           |
| 14 | Jalisco                 |                 |                             | Guadalajara               |
| 15 | État de Mexico          |                 |                             | Toluca de Lerdo           |
| 16 | Michoacán               |                 |                             | Morelia                   |
| 17 | Morelos                 |                 |                             | Cuernavaca                |
| 18 | Nayarit                 | 26-01-1917      |                             | Tepic                     |
| 19 | Nuevo León              |                 |                             | Monterrey                 |
| 20 | Oaxaca                  |                 |                             | Oaxaca de Juárez          |
| 21 | Puebla                  |                 |                             | Puebla de Zaragoza        |
| 22 | Querétaro               |                 |                             | Santiago de Querétaro     |
| 23 | Quintana Roo            | 08-10-1974      | 25-11-1974                  | Chetumal                  |
| 24 | San Luis Potosí         |                 |                             | San Luis Potosí           |
| 25 | Sinaloa                 |                 |                             | Culiacán Rosales          |
| 26 | Sonora                  |                 |                             | Hermosillo                |
| 27 | Tabasco                 |                 |                             | Villahermosa              |
| 28 | Tamaulipas              |                 |                             | Ciudad Victoria           |
| 29 | Tlaxcala                |                 |                             | Tlaxcala de Xicohténcatl  |
| 30 | Veracruz                |                 |                             | Xalapa-Enríquez           |
| 31 | Yucatán                 |                 |                             | Mérida                    |
| 32 | Zacatecas               |                 |                             | Zacatecas                 |

### Entités fédératives par numéro INEGI (Instituto Nacional de Estadística y Geografía)
| Numéro INEGI | Nom de l'Entité fédérative      | Nombre de municipalités par Entité fédérative | Capitale                               |
| ------------ | ------------------------------- | --------------------------------------------- | -------------------------------------- |
| 01           | Aguascalientes                  | 11                                            | Aguascalientes                         |
| 02           | Basse-Californie                | 5                                             | Mexicali                               |
| 03           | Basse-Californie du Sud         | 5                                             | La Paz                                 |
| 04           | Campeche                        | 11                                            | San Francisco de Campeche              |
| 05           | Coahuila                        | 38                                            | Saltillo                               |
| 06           | Colima                          | 10                                            | Colima                                 |
| 07           | Chiapas                         | 119                                           | Tuxtla Gutiérrez                       |
| 08           | État de Chihuahua               | 5                                             | Chihuahua                              |
| 09           | Ciudad de Mexico                | 17                                            | —, Secrétariat au Bien-être du Mexique |
| 10           | Durango                         | 39                                            | Victoria de Durango                    |
| 11           | Guanajuato                      | 46                                            | Guanajuato                             |
| 12           | Guerrero                        | 81                                            | Chilpancingo de los Bravos             |
| 13           | Hidalgo                         | 84                                            | Pachuca de Soto                        |
| 14           | Jalisco                         | 125                                           | Guadalajara                            |
| 15           | Mexico                          | 125                                           | Toluca de Lerdo                        |
| 16           | Michoacán de Ocampo             | 113                                           | Morelia (ville)                        |
| 17           | Morelos                         | 33                                            | Cuernavaca                             |
| 18           | Nayarit                         | 20                                            | Tepic                                  |
| 19           | Nuevo León                      | 51                                            | Monterrey                              |
| 20           | Oaxaca                          | 570                                           | Oaxaca de Juárez                       |
| 21           | Puebla                          | 217                                           | Puebla                                 |
| 22           | Querétaro                       | 18                                            | Santiago de Querétaro                  |
| 23           | Quintana Roo                    | 10                                            | Chetumal                               |
| 24           | San Luis Potosí                 | 58                                            | San Luis Potosí                        |
| 25           | Sinaloa                         | 18                                            | Culiacán                               |
| 26           | Sonora                          | 73                                            | Hermosillo                             |
| 27           | Tabasco                         | 17                                            | Villahermosa                           |
| 28           | Tamaulipas                      | 43                                            | Ciudad Victoria                        |
| 29           | Tlaxcala                        | 60                                            | Tlaxcala                               |
| 30           | Veracruz de Ignacio de la Llave | 212                                           | Xalapa-Enríquez                        |
| 31           | Yucatán                         | 106                                           | Mérida                                 |
| 32           | Zacatecas                       | 58                                            | Zacatecas                              |